# Sancourt (Somme)
Sancourt település Franciaországban, Somme megyében. Lakosainak száma 268 fő (2022. január 1.). Sancourt Villers-Saint-Christophe, Douilly, Eppeville, Ham, Hombleux, Matigny és Offoy községekkel határos.

## Népesség
A település népessége az elmúlt években az alábbi módon változott:
| Lakosok száma | 260  | 261  | 270  | 267  | 267  | 265  | 265  | 267  | 268  |
|               | 2013 | 2015 | 2016 | 2017 | 2018 | 2019 | 2020 | 2021 | 2022 |